# Ferocactus diguetii
Ferocactus diguetii ist eine Pflanzenart aus der Gattung Ferocactus in der Familie der Kakteengewächse (Cactaceae). Das Artepitheton diguetii ehrt den französischen Naturforscher Léon Diguet (1859–1926).

## Beschreibung
Ferocactus diguetii wächst einzeln mit säulenförmigen Trieben und erreicht bei Durchmessern von 40 Zentimetern Wuchshöhen von bis zu 4 Meter. Es sind 25 bis 35 Rippen vorhanden, die bis zu 3 Zentimeter hoch sind und im Alter wellig werden. Die vier bis acht, bis zu 5 Zentimeter langen Dornen sind reingelb bis rötlich grau und lassen sich nicht in Mittel- und Randdornen unterscheiden.
Die trichterförmigen, roten Blüten erreichen eine Länge von bis zu 4 Zentimeter und weisen einen ebensolchen Durchmesser auf. Die bis zu 3 Zentimeter langen Früchte reißen mit einer basalen Pore auf.

## Verbreitung, Systematik und Gefährdung
Ferocactus diguetii ist auf zum mexikanischen Bundesstaat Baja California gehörenden Inseln im Golf von Kalifornien verbreitet.
Die Erstbeschreibung als Echinocactus diguetii erfolgte 1898 durch Frédéric Albert Constantin Weber. Nathaniel Lord Britton und Joseph Nelson Rose stellten die Art 1922 in die Gattung Ferocactus.
In der Roten Liste gefährdeter Arten der IUCN wird die Art als „Least Concern (LC)“, d. h. als nicht gefährdet geführt.

## Nachweise